# Felipe Silva
Felipe Santos da Costa e Silva (Rio de Janeiro, 8 de agosto de 1984) é um jogador de polo aquático brasileiro.

## Carreira
Felipe integrou a seleção nacional que disputou o Campeonato Mundial de Esportes Aquáticos de 2011 em Xangai, na China.
Em 2016 esteve representando a equipe que competiu nos Jogos Olímpicos do Rio e finalizou em oitavo lugar.